# Artis Bibliotheek
De Artis Bibliotheek is een negentiende-eeuwse galerijbibliotheek gelegen aan de Plantage Middenlaan 45 in Amsterdam. De naam wordt gebruikt voor zowel het gebouw als voor de bibliotheekcollectie die hierin geplaatst is. De Artis Bibliotheek is sinds 2005 onderdeel van de Bijzondere Collecties van de Universiteit van Amsterdam, dat sinds 2019 onderdeel is van het Allard Pierson Museum.

## Ontstaan

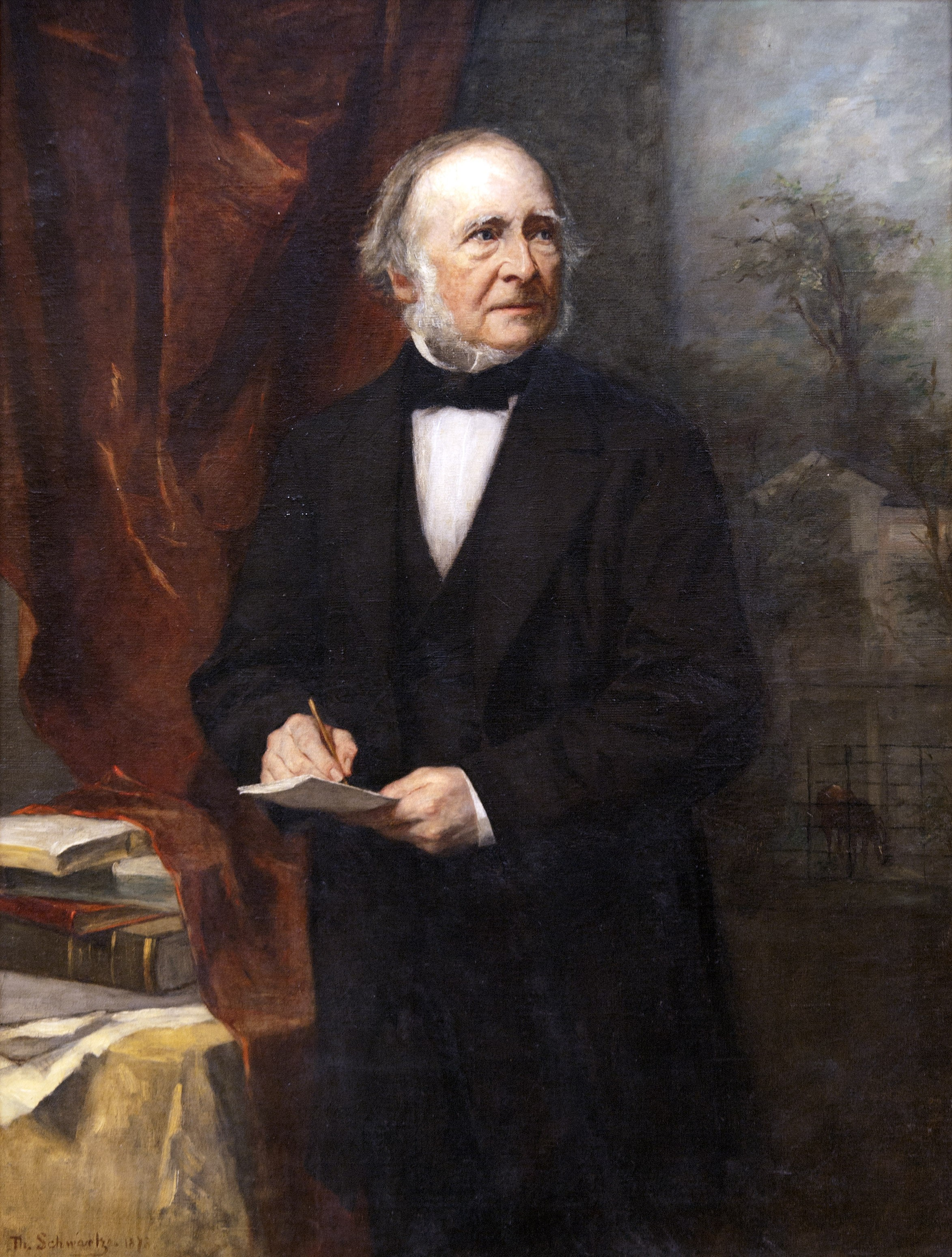
Portret van G.F. Westerman door Thérèse Schwartze, 1878.

In 1838 werd het zoölogisch genootschap Natura Artis Magistra opgericht door een aantal Amsterdamse notabelen, onder wie boekhandelaar en vogelliefhebber Gerardus Frederik Westerman (1807-1890). Doel was “het bevorderen van de kennis der natuurlijke historie”. Hiertoe werd niet alleen de bekende dierentuin Artis opgericht, maar werden ook een zoölogisch museum en een bibliotheek gesticht. Het genootschap ontving voor de bibliotheek meteen waardevolle schenkingen (o.a. van Westerman zelf) en schafte ook veel boeken en tijdschriften aan. In 1881, toen een catalogus werd samengesteld door bibliothecaris Gilles Janse, bestond de collectie uit 4381 titels. Tegenwoordig telt de collectie meer dan 16.000 titels. Van 1848 tot 1995 gaf het genootschap het tijdschrift Bijdragen tot de Dierkunde uit. Alle afleveringen worden nu nog bewaard in de Artis Bibliotheek.
In de beginjaren had Westerman veel boeken en tijdschriften gewoon thuis staan, maar vanaf 1859 was de bibliotheek gevestigd in een eigen gebouw in de dierentuin, op het perceel “Binnenvreugd”, op de plaats waar nu het kleine zoogdierenhuis staat. Aanvankelijk was de bibliotheek tweemaal in de week geopend voor leden van het Genootschap.

## Het gebouw
In 1868 verhuisde de collectie naar het huidige gebouw aan de Plantage Middenlaan, een ontwerp van de Amsterdamse architect G.B. Salm (1831-1897).
Tussen 1868 en 1872 werd het gebouw uitgebreid om verschillende zoölogische collecties van het Genootschap onder te kunnen brengen. In 1885 werd in de twee museumzalen het Museum voor de Nederlandsche Fauna ingericht. Op de benedenverdieping waren stallen gebouwd voor de huisvesting van levende dieren. Zo werden onder de bibliotheek tot 1920 de zebra’s ondergebracht. In 1883 is hier de allerlaatste quagga gestorven. De zoölogische collecties zijn inmiddels, via verschillende gebouwen in de Plantagebuurt in Amsterdam, naar het Naturalis Biodiversity Center in Leiden verhuisd, maar de bibliotheek is altijd op haar plek gebleven.
In 1972 werd het gebouw op de rijksmonumentenlijst geplaatst, inclusief het negentiende-eeuwse interieur met de galerij op de eerste en tweede verdieping.

## De Artis Bibliotheek, de gemeente en de universiteit
In 1877 werd het Athenaeum Illustre in Amsterdam officieel een universiteit. Voor het vak zoölogie waren ruimtes nodig voor onderzoek en onderwijs. Daarom sloot de gemeente een overeenkomst met het Genootschap Natura Artis Magistra: Artis betaalde de bouw van het nieuwe Aquariumgebouw, en in ruil daarvoor kreeg de Universiteit de benodigde ruimte en kon zij beschikken over alle wetenschappelijke collecties van het genootschap. In 1882 kwam het Aquariumgebouw aan de Plantage Middenlaan gereed. Professor in de zoölogie Max Weber (1852-1937) werd directeur van dit zogenaamde “Zoötomisch en Zoölogisch Laboratorium”. Tijdens zijn bestuur werden de collecties van Artis en die van de Universiteit samengevoegd en uitgebreid.
In 1939 ging Artis bijna failliet. Amsterdam nam de schulden over, gaf het terrein en de dieren terug aan het genootschap en droeg het museum en de bibliotheek in beheer over aan de Universiteit. De collecties en de dierentuin werden zo gescheiden. In de jaren zestig van de twintigste eeuw is de toegangsdeur van de Artis Bibliotheek naar de Plantage Middenlaan verplaatst en was er geen toegang meer vanuit Artis.

## Het Zoölogisch Museum

Prent van Dentex microdon, afkomstig uit de Atlas Ichthyologique des Orientales Neerlandaises van Pieter Bleeker, opgenomen in de dierenverzameling Iconographia Zoologica bij de Artis Bibliotheek.

In 1898 waren de taken van Max Weber als directeur van het Zoötomisch en Zoölogisch Laboratorium beperkt. Hij hield alleen nog toezicht op de zoölogische collecties. Hierdoor waren Laboratorium en Museum gescheiden en was een nieuw instituut ontstaan: het Zoölogisch Museum van de Universiteit van Amsterdam. Voor het Zoölogisch Museum was de Artis Bibliotheek een belangrijke hulpmiddel bij onderzoek, aangezien haar collectie, evenals de wetenschappelijke collecties, gebaseerd was op de diersystematiek. Onder directeur Henk Engel werd de Artis Bibliotheek in 1961 onderdeel van het Zoölogisch Museum. Het Zoölogisch Museum kreeg op die manier twee instituutsbibliotheken: de eigen opgebouwde bibliotheek en de Artis Bibliotheek.
Deze situatie duurde tot 2005. In dat jaar besloot het bestuur van de Faculteit der Natuurwetenschappen, Wiskunde en Informatica (FNWI) van de UvA om de Artis Bibliotheek af te stoten, en werd de Artis Bibliotheek onderdeel van de Bijzondere Collecties van de Universiteit van Amsterdam.

## Onderzoek
Vanaf het ontstaan van de Universiteit in 1877 is de collectie van de Artis Bibliotheek gebruikt voor onderwijs en onderzoek. Veel bekende biologen kwamen de collectie met hun studenten raadplegen. Na Max Weber waren dat onder anderen Dick Hillenius en Tijs Goldschmidt.
Sinds de biologie meer de kant van de microbiologie is opgegaan en de diersystematiek geen vak meer is aan de universiteit, wordt de Artis Bibliotheek vooral gebruikt door studenten en onderzoekers die zich bezighouden met de geschiedenis van de natuurwetenschappen in de breedste zin. Zij bood en biedt plaats aan schrijvers als Boudewijn Büch, Redmond O'Hanlon, Kester Freriks en Midas Dekkers.

## Collecties
De Artis Bibliotheek herbergt collecties op het gebied van natuurlijke historie, de dierentuin Artis, moderne natuurstudie, land- en reisbeschrijvingen, evolutietheorie (Darwiniana) en Carl Linnaeus (Linnaeana).

## Conservatoren / bibliothecarissen
- Gerardus Frederik Westerman (1843-1890)
- Pieter H. Witkamp
- Robert T. Maitland
- Gilles Janse (1876-1912)
- Johanna Scholten (1912-1920)
- G.A. Jonges-van de Heyde (1920-1926)
- Johanna Scheffer (1926-1954)
- Johan J. Frieswijk (1961-1964)
- Piet Tuijn (1964-1969)
- Peter van Bree
- Florence F.J.M. Pieters (1969-2000)
- Jaap de Visser (2000-2006)
- Piet Verkruijsse (2006-2011)
- Hans Mulder (2011-2024)
- Myriam van der Hoek (2024-heden)